# Kamal Nain Bakshi
Kamal Nain Bakshi es un diplomático de carrera retirado indio.
Kamal Nain Bakshi es hijo de Pushpa y Karam Chand.
Obtiene una Maestría  de Ciencia política.
De 1958 a 1961 fue Lector en la College de Jalandhar.
De 1962 a 1963 fue secretario de embajada de tercera clase en Bonn.
De 1963 a 1964 fue secretario de embajada de tercera clase en Viena.
De 1964 a 1967 fue secretario de alta comisión de segunda clase en Colombo.
De 1967 a 1970 fue secretario de embajada de primera clase en Estocolmo.
De 1970 a 1971 fue asistente del Alto Comisionadoen Karachi.
De 1972 a 1974 fue Alto Comisionado de reemplazo en el Ministerio de Relaciones Exteriores en Nueva Delhi.
De 1974 a 1977 fue Alto Comisionado de reemplazo en Ottawa.
De 1977 a 1979 fue Alto Comisionado de reemplazo en Daca.
De 1980 a 1981 fue oficial de enlace de la primera ministra Indira Gandhil .
De 1981 a junio de 1984 fue embajador en Estocolmo, Suecia.
De junio de 1984 a 1985 fue embajador en Oslo, Noruega.
De 1985 a 1991 fue embajador en Bagdad, Irak.
De 1991 a 1995 fue embajador en Viena, Austria y representante Permanente ante las oficinas de la ONU en Viena.
A partier de marzo de 1995 fue embajador en Roma y representante permanente ante la Organización de las Naciones Unidas para la Alimentación y la Agricultura.